# Turismo in Grecia

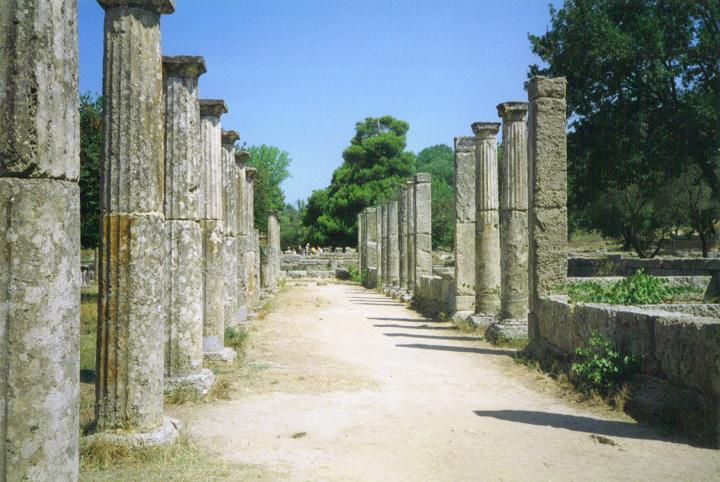
I resti archeologici di Olimpia.

Il turismo in Grecia è sempre stato un elemento chiave dell'economia del paese e rimane uno dei settori più importanti di esso. La Grecia è stata una delle principali destinazioni turistiche e destinazioni d'Europa fin dall'antichità, per la sua ricca cultura e la storia, che si riflette in gran parte dai suoi 18 siti patrimonio dell'umanità dell'UNESCO, tra i più numerosi d'Europa e del mondo, nonché per la lunga zona costiera, le molte isole e le spiagge.
La Grecia ha attirato 26,5 milioni di visitatori nel 2015 e si prevede che ne attragga fino a 30 milioni entro il 2016 facendo in tal modo del paese uno dei più visitati in Europa e nel mondo e contribuendo al 18% del prodotto interno lordo (PIL) della nazione, con la sua capitale Atene, così come Santorini, Mykonos, Rodi, Corfù, Creta e la penisola Calcidica che sono alcune delle principali destinazioni turistiche del paese.
Negli ultimi anni la Grecia ha anche promosso il turismo religioso e i pellegrinaggi per quelle regioni con una significativa presenza spirituale storica, come i monasteri di Meteora e il Monte Athos, in collaborazione con altri paesi.

## Storia della civiltà
Il turismo in Grecia affonda le sue radici fin nei tempi antichi. Lo scambio culturale ha avuto luogo tra le colonie greche della Magna Grecia e la Repubblica romana prima dell'ascesa dell'antica Roma a dominatrice del Mediterraneo occidentale. Quando la Grecia fu annessa nel corso dei secoli all'impero romano lo scambio culturale che è iniziato tra le due civiltà ha attivato in seguito un gran numero di visitatori romani nei famosi centri di filosofia e scienza greca, come Atene, Corinto e Tebe, in parte perché la Grecia era divenuta una provincia romana ai suoi cittadini furono concessi i diritti di cittadinanza romana.
Dagli anni '60 e '70 del XX secolo la Grecia viene gradualmente riscoperta dal turismo di massa. Durante questo periodo sono stati intrapresi progetti di costruzione su larga scala di alberghi ed altre strutture ricettive analoghe. In seguito il Paese ha visto aumentare il numero di arrivi internazionali nel corso degli anni. Eventi internazionali come i giochi della XXVIII Olimpiade che venivano svolti ad Atene nell'estate 2004 e l'Eurovision Song Contest del 2006 (sempre tenutosi ad Atene), hanno contribuito notevolmente a promuovere il turismo nel Paese, mentre nel 2009 veniva inaugurato il nuovo Museo dell'acropoli di Atene. 
La città di Salonicco è stata scelta quale capitale europea della gioventù nel 2014.

## Visitatori
Nel 2009 il paese ha accolto più di 19,3 milioni di visitatori, con un forte aumento rispetto ai 17,7 milioni di turisti accolti nel corso del 2008. La stragrande maggioranza dei turisti del paese provengono dall'interno dell'Unione europea (12,7 milioni), seguiti da quelli provenienti dall'America (0,56 milioni), dall'Asia, dall'Oceania e dall'Africa. Nel corso del 2007 sempre più persone inglesi hanno visitato il paese, rispetto a qualsiasi altra nazionalità, per un numero totale di 2.610, che costituiscono il 15% dei turisti totali solo per quest'anno. Inoltre 2,3 milioni di tedeschi, 1,8 milioni di albanesi e 1,1 milioni di bulgari han visitato il paese durante l'anno. Nel 2007 il 92,8% del numero totale di turisti in Grecia provenivano dai paesi europei.
La regione più visitata della Grecia è quella della Macedonia Centrale nell'estremo nord, nei pressi di alcune tra le attrazioni più popolari del paese, come l'isola di Halkidiki nella penisola calcidica, il monte olimpo, Pella (il luogo di nascita di Alessandro Magno) e la seconda città più grande della Grecia, Salonicco (l'antica Tessalonica). Nel 2009 la Macedonia Centrale ha accolto 3,6 milioni di turisti, pari al 18% del numero totale di persone che hanno visitato il paese in quell'anno, seguita dall'Attica (2,6 milioni) e dal Peloponneso (1,8 milioni). La Grecia settentrionale è la regione maggiormente visitata del paese con 6,5 milioni di turisti, mentre la Grecia centrale si trova al secondo posto con 6,3 milioni.
Secondo un sondaggio condotto in Cina nel 2005 la Grecia è stata votata dal popolo dei cinesi come meta numero 1 tra le destinazioni turistiche. Nel novembre 2006 l'Austria, come la Cina, ha annunciato che la Grecia era la destinazione turistica preferita per i suoi cittadini. In linea con queste osservazioni l'ex ministro del turismo Arīs Spīliōtopoulos ha annunciato l'apertura di un ufficio dell'organizzazione nazionale greca del turismo a Shanghai entro la fine del 2010 ed attualmente opera con due uffici distinti, uno a Shanghai e l'altro a Pechino. Si stima che nel corso del 2013 la Grecia ha accolto più di 17.930 turisti con un aumento esponenziale del 10% rispetto al 2012. Più di 22 milioni di turisti hanno visitato la Grecia nel 2014 e questo numero è aumentato fino a 26 milioni nel 2015 con la previsione di attrarre fino a 28 milioni di visitatori entro il 2016 il che lo rende uno dei paesi più visitati dell'intera Europa e del mondo. Il turismo in Grecia generalmente ha il suo picco tra maggio e settembre ove si hanno all'incirca il 75% di tutte le visite.

### Arrivi per paese
La maggior parte dei visitatori che giungono in Grecia su una base a breve termine nel 2015 sono provenienti dai seguenti paesi:
| Rank | Country            | Number    |
| ---- | ------------------ | --------- |
| 1    | Macedonia del Nord | 3,023,059 |
| 2    | Germania           | 2,810,350 |
| 3    | Regno Unito        | 2,397,169 |
| 4    | Bulgaria           | 1,900,642 |
| 5    | Francia            | 1,522,100 |
| 6    | Italia             | 1,355,327 |
| 7    | Turchia            | 1,153,046 |
| 8    | Polonia            | 754,402   |
| 9    | Stati Uniti        | 750,250   |
| 10   | Serbia             | 727,831   |

## Impatto economico
Il settore del turismo è aumentato considerevolmente dopo l'inizio del nuovo millennio, da 17,7 miliardi di dollari nel 2000 a 29,6 miliardi nel 2004. Il numero di posti di lavoro direttamente o indirettamente collegati al settore economico del turismo sono stati 659.719 e rappresentano il 16,5% dell'occupazione totale del paese per lo stesso anno.

## Infrastrutture
Come ogni paese sviluppato fortemente dipendente dal turismo, la Grecia offre una vasta gamma di strutture turistiche. Le infrastrutture nel paese sono state notevolmente migliorate a seguito dei giochi olimpici di Atene del 2004 ed il settore continua ad espandersi con una serie di progetti importanti, in particolare in quelle zone di minor turismo di massa.

### Alberghi e strutture per conferenze
Il turismo del convegno rivolto al mondo accademico, alle imprese ed ai mercati culturali è una pietra angolare della politica turistica nazionale greca. Di conseguenza il governo, con un forte sostegno da parte delle autorità locali, ha offerto generose sovvenzioni, sussidi di leasing e di lavoro e sgravi fiscali per creare nuove strutture per conferenze ed ampliare quelle già esistenti. In un recente rapporto del "Meeting and Incentive Travel" la Grecia si è classificata ottava nel mondo nei pernottamenti per conferenze. Le cifre del "Tourism Satellite Accounting Research" condotte da WTTC (World Travel & Tourism Council) proiettano un aumento in tutto il mondo dei ricavi per viaggi d'affari in Grecia, da 1,51 miliardi di dollari nel 2001 a 2,69 miliardi nel 2011, Nel 1998 la cifra era pari ad 1,18 miliardi.
Secondo la camera degli alberghi ellenica il numero degli hotel's in Grecia era di classificazione (posti letto):
| Stelle rating | Numero alberghi | Posti letto |
| ------------- | --------------- | ----------- |
| 5 stelle      | 176             | 64,913      |
| 4 stelle      | 994             | 176,631     |
| 3 stelle      | 1,804           | 163,077     |
| 2 stelle      | 4,460           | 231,333     |
| 1 stella      | 1,677           | 57,298      |
| Totale        | 9,111           | 693,252     |

### Porti turistici
La Grecia dispone di 51 porti turistici e di 14.661 posti di ormeggio che forniscono servizi quali cuccette, carburante, acqua ed elettricità, telefonia e luoghi di riparazione.
Alcuni dei porti turistici più sviluppati e più frequentati in Grecia sono a pochi km dal centro di Atene. I porti di Alimos e Flisvos, sulla costa meridionale della capitale, hanno una capacità aggregata di oltre 1800 imbarcazioni.

### Siti archeologici e città
- Acropoli di Rodi
- Acropoli di Lindo
- Thera (città antica)
- Abdera
- Akrotiri
- Ambracia
- Anfipoli
- Argo
- Atene
- Tempio di Apollo Epicurio
- Calcide in Eubea
- Corinto
- Delo
- Delfi
- Dion
- Dodona
- Eleusi
- Elea in Epiro
- Epidauro
- Gitana
- Camiro
- Cnosso
- Libetra
- Licosura
- Meteora
- Micene
- Messene
- Necromanteion dell'Acheronte
- Nemea
- Nicopoli d'Epiro
- Olimpia
- Olinto
- Palazzo di Nestore
- Pella
- Festo
- Filippi
- Capo Sunio
- Santuario dei Grandi Dei di Samotracia
- Siro
- Stagira
- Sparta
- Tirinto
- Tegea
- Tebe
- Termopili
- Salonicco (Tessalonica)
- Verghina